# Rugathodes aurantius
Rugathodes aurantius is een spinnensoort in de taxonomische indeling van de kogelspinnen (Theridiidae).
Het dier behoort tot het geslacht Rugathodes. De wetenschappelijke naam van de soort werd voor het eerst geldig gepubliceerd in 1915 door James Henry Emerton.